# غابة بويز الوطنية
غابة بويز الوطنية هي غابة وطنية تقع في ولاية أيداهو بالولايات المتحدة الأمريكية على مساحة 8,918.07 كيلومتر مربع (2,203,703 فدان)، وتُديرها دائرة الغابات الأمريكية. أنشئت غابة بويز الوطنية في 1 يوليو (تموز) 1908، على جزء من أراضي غابة سوتوث الوطنية، وتُقسم إلى خمس مناطق رئيسية هي: المنطقة الواقعة في مدينة كاسكيد، والمنطقة الواقعة في مدينة إيميت، والمنطقة الواقعة في مدينة أيداهو سيتي، والمنطقة الواقعة في مدينة لومان، والمنطقة الواقعة في مدينة ماونتن هوم.
تقع غابة باثوليث أيداهو أسفل معظم غابة بويز الوطنية، مُشكلةً سلاسل جبال بويز، وجبال سالمون ريفر، وجبال ويست؛ ويصل ارتفاع الغابة الأقصى إلى 2,970 مترًا (9,730 قدم) على جبل ستيل. ويشمل الغطاء الأرضي الشائع في غابة بويز الوطنية غابات سهوب المريمية والتنوب. وتغطي الجداول والأنهار مساحة 15,400 كيلومتر (9,600 ميل) من غابة بويز الوطنية، كما تغطي البحيرات مساحة 62 كيلومترًا مربعًا (15,400 فدان) من الغابة. وتحتوي غابة بويز الوطنية على 75% من الأنواع المعروفة من نبات الجذر المر، وهو نبات مزهر متوطن في ولاية أيداهو.
استوطن شعب شوشون الغابة قبل وصول المستوطنين الأوروبيين في أوائل القرن التاسع عشر. كان العديد من المستوطنين الأوائل صيادين ومنقبين قبل اكتشاف الذهب في أراضي المنطقة عام 1862. وبعد انتهاء حمى البحث عن الذهب في حوض بويز في ستينيات القرن التاسع عشر، استمرت أنشطة تعدين التنغستن والفضة والأنتيمون والذهب في الغابة حتى منتصف القرن العشرين. تشمل المرافق الترفيهية المتوفرة في غابة بويز الوطنية أكثر من 70 موقعًا للتخييم، وركوب القوارب في المياه البيضاء والمياه الهادئة، وتأجير الكبائن، كما تُتيح الغابة مسارًا يبلغ طوله 2,100 كيلومتر (1,300 ميل) لمُمارسة أنشطة المشي لمسافات طويلة وركوب الدراجات وركوب الخيل وقيادة المركبات الآلية على الطرق الوعرة. تهدف دائرة الغابات الأمريكية إلى الحفاظ على الأخشاب والمراعي والمياه والترفيه والحياة البرية للاستخدامات المتعددة والعائد المستدام لمواردها.